# Rhosgobel
Rhosgobel is een fictieve plaats uit het fantasy-epos In de Ban van de Ring van J.R.R. Tolkien. Het is de woonplaats van een van de vijf Istari, tovenaars, namelijk Radagast. De exacte locatie van Rhosgobel is onzeker, maar het lag in het Demsterwold, waarschijnlijk ten noorden van Dol Guldur.